# Parabopyrella angusta
Parabopyrella angusta là một loài chân đều trong họ Bopyridae. Loài này được Shiino miêu tả khoa học năm 1936.